# Yŏngqiáo Qū
Yŏngqiáo Qū o distrito de Yŏngqiáo es una localidad de la ciudad-prefectura de Suzhou en la provincia de Anhui, República Popular China, con una población censada en noviembre de 2010 de 1 647 642 habitantes.
Se encuentra situada en el norte de la provincia, cerca del río Huai y de la frontera con la provincia de Shandong.